# Monarchie gambienne
La monarchie gambienne est le régime politique en vigueur en Gambie entre 1965 et 1970. La Gambie est alors un royaume du Commonwealth qui partage son monarque avec le Royaume-Uni et plusieurs autres États souverains.
Ancienne colonie britannique, la Gambie obtient son indépendance le 18 février 1965. La reine Élisabeth II reste chef de l'État, et porte le titre spécifique de reine de la Gambie. La majeure partie de ses pouvoirs constitutionnels sont exercés par le gouverneur général de la Gambie, qui la représente localement. En effet, comme d'autres pays du Commonwealth, le système politique de la Gambie est basé sur le système de Westminster, dans lequel le chef de l'État joue un rôle purement honorifique.
La monarchie est abolie le 24 avril 1970, date à laquelle le pays devient une république tout en continuant de reconnaître la reine Élisabeth II comme chef du Commonwealth. Un président remplace la reine comme chef d'État.

## Histoire
La Gambie obtient son indépendance en 1965 en vertu de la loi sur l'indépendance de la Gambie, votée en 1964 par le Parlement britannique, qui transforme la colonie et protectorat de Gambie en un État souverain indépendant avec la reine Élisabeth II en tant que chef d'État. Le duc et la duchesse de Kent représentent la reine de la Gambie lors de la cérémonie d'indépendance. Le duc ouvre la première session du Parlement gambien, au nom de la reine, en prononçant le discours du Trône.

## Rôle constitutionnel
La Gambie est l'un des royaumes du Commonwealth qui partagent la même personne comme monarque et chef d'État.
Après l'indépendance du pays, aucun ministre du gouvernement britannique ne peut conseiller la reine sur les questions relatives à la Gambie. Pour toutes les affaires gambiennes, la souveraine est conseillée uniquement par ses ministres gambiens. La reine est représentée par le gouverneur général de la Gambie nommé par elle sur avis du Premier ministre gambien. Les pouvoirs constitutionnels de la reine sont principalement délégués au gouverneur général, qui agit sur l'avis des ministres gambiens.
La forme monarchique du pays est protégée par une disposition de la Constitution de la Gambie. Ces clauses ne peuvent être modifiées que si les changements sont soutenus par les deux tiers des membres élus du Parlement gambien, puis confirmés par un référendum, à la majorité des deux tiers.

## Titre de la reine

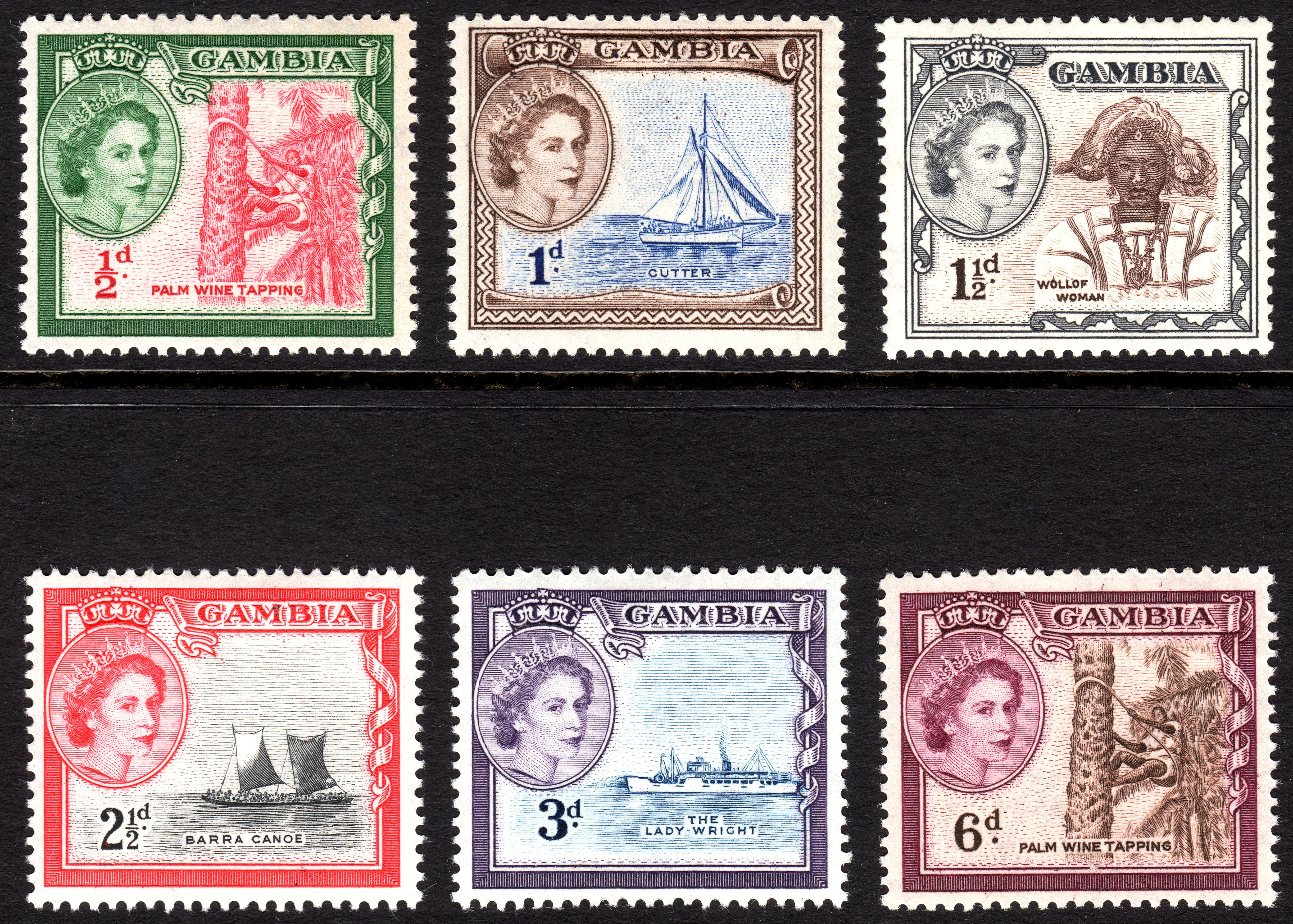
Timbres de la colonie et protectorat de Gambie représentant Élisabeth II.

La reine Élisabeth II possède officiellement un titre différent dans tous les royaumes du Commonwealth. Jusqu'en 1965, la Gambie fait partie de l'Empire britannique et Élisabeth II y règne en tant que reine du Royaume-Uni. Après l'indépendance, un nouveau titre est adopté afin de préciser l'aspect distinct de la monarchie gambienne. À partir du 18 juin 1965, le titre de la reine en Gambie est le suivant :
« Elizabeth the Second, Queen of The Gambia and all Her other Realms and Territories, Head of the Commonwealth. »
« Élisabeth Deux, reine de la Gambie et de ses autres royaumes et territoires, chef du Commonwealth. »
Entre le 18 février et le 18 juin 1965, la reine conserve son titre britannique, soit : « Élisabeth Deux, par la grâce de Dieu, reine du Royaume-Uni de Grande-Bretagne et d'Irlande du Nord et de ses autres royaumes et territoires, chef du Commonwealth, défenseur de la Foi ».

## Abolition de la monarchie
Deux référendums sur l'abolition de la monarchie gambienne ont lieu après l'indépendance du pays. Le premier est organisé dès le mois de novembre 1965, à la suite d'une motion du Parlement visant à transformer la Gambie en république un an après l'indépendance, sans succès. Un nouveau projet de Constitution républicaine est adopté par le Parlement en 1969 et soumis à un second référendum en avril 1970. Le résultat est de 84 068 voix pour et 35 683 contre. La république est officiellement proclamée quelques jours plus tard, le 24 avril 1970. La Gambie cesse d'être un royaume du Commonwealth mais reste membre de l'organisation dirigée par Élisabeth II en tant que république du Commonwealth. Le Premier ministre sortant, Sir Dawda Jawara, succède à la reine comme chef d'État en qualité de président de la République de Gambie,.

## Visites royales
Dans son message de Noël de 1958, la reine annonce que le duc d'Édimbourg et elle se rendront en Gambie, à la fin de l'année 1959, mais la visite est reportée en raison de la grossesse de la reine. Élisabeth II visite finalement la Gambie du 3 au 5 décembre 1961. Au cours de cette visite, les habitants du village de Berending offrent à la souveraine, dans une boîte à biscuits en argent percée, un crocodile de deux ans comme cadeau pour le jeune prince Andrew. Sir Martin Charteris, assistant du secrétaire privé de la reine, se porte volontaire pour le garder dans sa baignoire pendant le reste du voyage,,.